# 6192 Javiergorosabel
6192 Javiergorosabel è un asteroide della fascia principale. Scoperto nel 1990, presenta un'orbita caratterizzata da un semiasse maggiore pari a 2,2931932 UA e da un'eccentricità di 0,2642138, inclinata di 10,31542° rispetto all'eclittica.